# Стандард (футбольный клуб, Сумгаит)
«Стандард» (азерб. Standard Futbol Klubu Sumgait) — азербайджанский футбольный клуб, существовавший в 2006—2010 годах. 
Был основан в 2006 году и представлял город Баку. Финансовую поддержку клубу осуществлял бизнесмен Эмин Бабаев. В 2007—2010 годах выступал в азербайджанской Премьер-лиге. Наибольших успехов добился под полугодичным руководством главного тренера Кахабера Цхададзе, который в январе 2008 года сменил на этом посту Юниса Гусейнова. В 2009 году клуб перебазировался в Сумгаит. В этом сезоне, по заявлению президента клуба Эмин Бабаева, на поле в основном составе команды должны были выходить преимущественно местные местные игроки. В июле 2009 года главным тренером команды, заключив годичный контракт, стал наставник молодежной сборной Литвы Вальдас Иванаускас. Однако уже в октябре того же года он покинул клуб. Главным тренером команды был назначен Беюкага Гаджиев.
По итогам сезона 2009/2010 клуб покинул Премьер-лигу. В августе 2010 года Эмин Бабаев принял решение не выставлять клуб на участие в турнире первого дивизиона.